# Młock (gmina)
Młock (od 1973 Glinojeck) – dawna gmina wiejska istniejąca do 1954 roku w woj. warszawskim. Nazwa gminy pochodzi od wsi Młock, lecz siedzibą władz gminy były kolejno Wola Młocka (II RP) i Ościsłowo (PRL).
W okresie międzywojennym gmina Młock należała do powiatu ciechanowskiego w woj. warszawskim. Po wojnie gmina zachowała przynależność administracyjną. Według stanu z 1 lipca 1952 roku gmina składała się z 25 gromad: Bielawy, Brody Młockie, Budy Rumockie, Dukt, Faustynowo, Garwarz, Glinojeck, Juliszewo, Kanigówek, Kowalewko, Lipiny, Luszewo, Malużyn, Młock, Ościsłowo, Płaciszewo, Rumoka, Sadek, Sulerzyż, Śródborze, Wkra, Wólka Garwarska, Zalesie i Żeleźnia.
Gminę zniesiono 29 września 1954 roku wraz z reformą wprowadzającą gromady w miejsce gmin. Jednostki nie przywrócono 1 stycznia 1973 roku po reaktywowaniu gmin, utworzono natomiast jej terytorialny odpowiednik, gminę Glinojeck.